# Béru
Béru – miejscowość i gmina we Francji, w regionie Burgundia-Franche-Comté, w departamencie Yonne.
Według danych na rok 1990 gminę zamieszkiwało 70 osób, a gęstość zaludnienia wynosiła 14 osób/km² (wśród 2044 gmin Burgundii Béru plasuje się na 840. miejscu pod względem liczby ludności, natomiast pod względem powierzchni na miejscu 1236.).